# 旗後砲台
座標: 北緯22度36分47.5秒 東経120度15分51.71秒 / 北緯22.613194度 東経120.2643639度
旗後砲台（きごほうだい、繁体字中国語: 旗後砲臺）あるいは旗后砲台は台湾高雄市旗津区の旗後山上にある国定古蹟の建築物。

## 歴史
康熙22年（1683年）、清朝が明朝を破って台湾の統治を開始するとともに水軍の一団を派遣し、打狗（高雄市の旧称）の旗後（現在の旗津区）に100名が駐屯した。
康熙58年（1719年）編纂の鳳山県志によると、旗後には砲台が築かれ、中国式の6台の大砲が設置された。道光22年（1840年）、清朝とイギリスの間で阿片戦争が勃発。清朝政府はかつて設置したこの砲台を防御のために使用した。
同治13年（1874年）、日本軍が琅嶠（現在の恒春）に侵入し、石門（現牡丹社を攻略する牡丹社事件（いわゆる台湾出兵）が発生。翌光緒元年（1875年）に清朝政府が派遣した船政大臣の沈葆楨は砲台を増強して台湾の沿岸防備のために唐定奎や副将の王福禄を旗後に配属し、最新式の大砲（威震天南）を設置した。これが現存する旗後砲台である。また、港口（雄鎮北門）にも2ヶ所目の砲台を設置した。大砲の射程は短中距離のもので打狗港を挟む形で対峙した。
近代化された旗後砲台はイギリスの技師による設計で西洋式のものだった。兵舎を北側、指揮所を中央に、南側に4台の大砲を配置した。ただし旗後砲台の入口は中国式（入口が門両側から内部へ切りかき状に奥まった八字門で、門牆に赤レンガで「囍」の字型の装飾が施される当時の一般的な様式）を踏襲していた。
光緒20年（1894年）、旗後砲台はイギリス製の8インチアームストロング砲4台を設置した。翌1895年の乙未戦争で防衛隊劉永福とその子劉成良が所轄する黒旗軍が日本海軍の艦隊との間で激しい砲撃戦を繰り広げた。10月15日早朝6時55分、日本海軍の巡洋艦「吉野」が率いる秋津洲などの艦隊は上陸前に砲撃を開始、砲台門の揮毫「威震天南」の前2文字（天南）が損傷した。双方の交戦は夕刻まで続いたが、日本軍が防衛線を突破し上陸に成功すると、旗後砲台は放棄された。劉成良の一隊は台南方面まで退却、日本軍が打狗を占拠した。日本統治時代に砲台の大砲は撤去され金属資源として回収された。第二次世界大戦後、中華民国国軍は旗後灯台との間に堡塁（トーチカ）を築いている。
1985年に中華民国内政部の二級古蹟に登録され、1991年から高雄市政府が現砲台を修復、1995年1月1日に一般公開を開始した。砲台門の扁額も「天南」の二文字が復活して歴史の証人となり、多数の観光客が訪れている。2019年2月22日、文化部が国定古積昇格の登録公告。
ポール・ハミー（フランス）、デボラ・フランソワ（ベルギー）、ヴァンサン・ペレーズ（スイス）、鍾瑶（台湾）らが出演した2017年の仏台合作映画「愛之牆、（英語: Love Wall; フランス語: La Grande Muraille）」で当地もロケ地となっていたが、台湾での劇場公開を控えた同年4月、同地の砲台の石壁などに観光客による多数の落書きがあることが報道され問題となっている。

## 立地

### 周辺施設
- 旗後山
  - 旗後灯台
  - 旗後星空隧道
- 旗津老街
- 旗津天后宮
- 旗津フェリー旗津渡輪站
- 旗后観光市場
- 旗津海水浴場

### 交通
旗津渡輪站から1km弱、徒歩10分強。

## ギャラリー

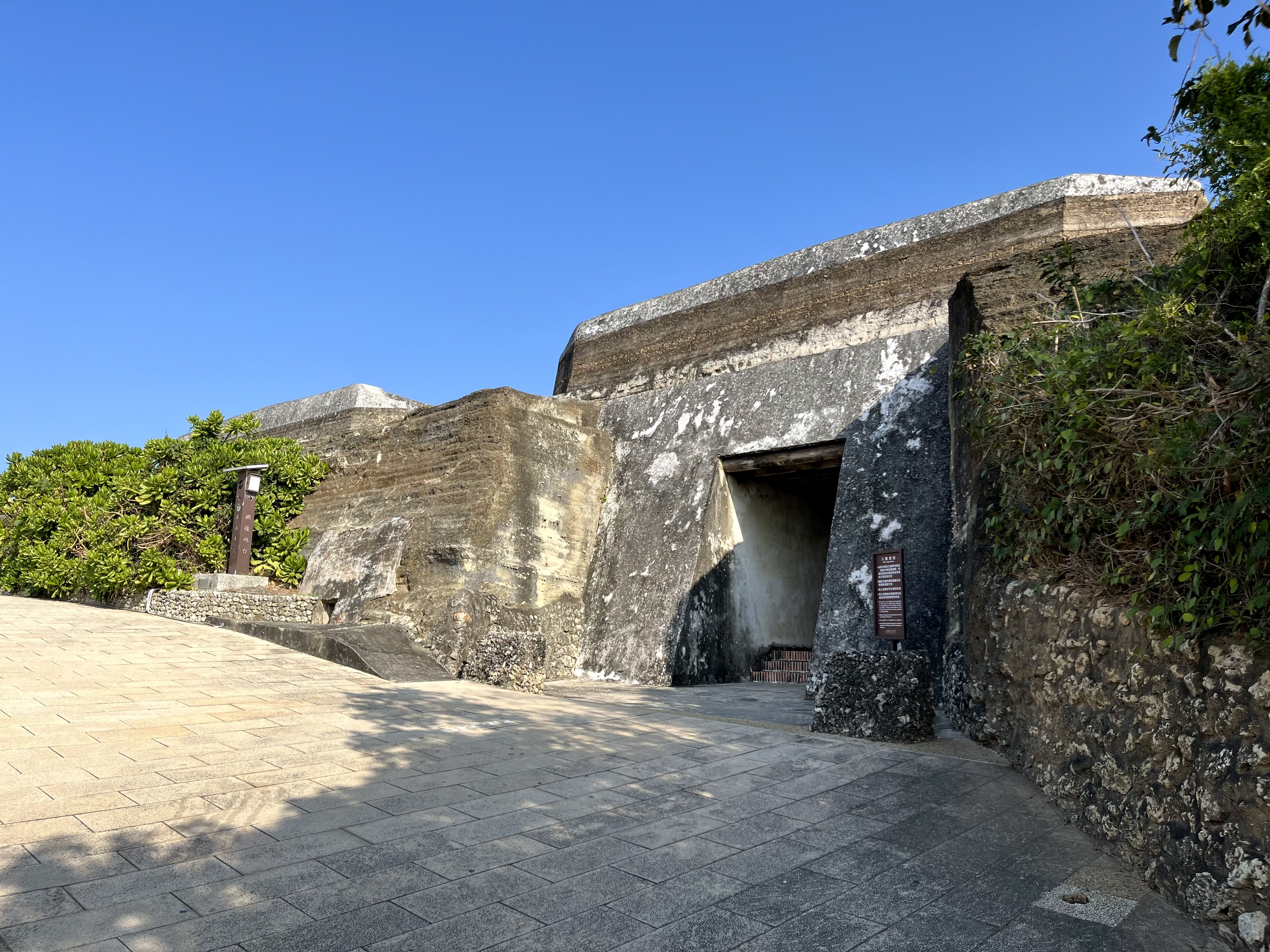
旗後砲台の現在の入口
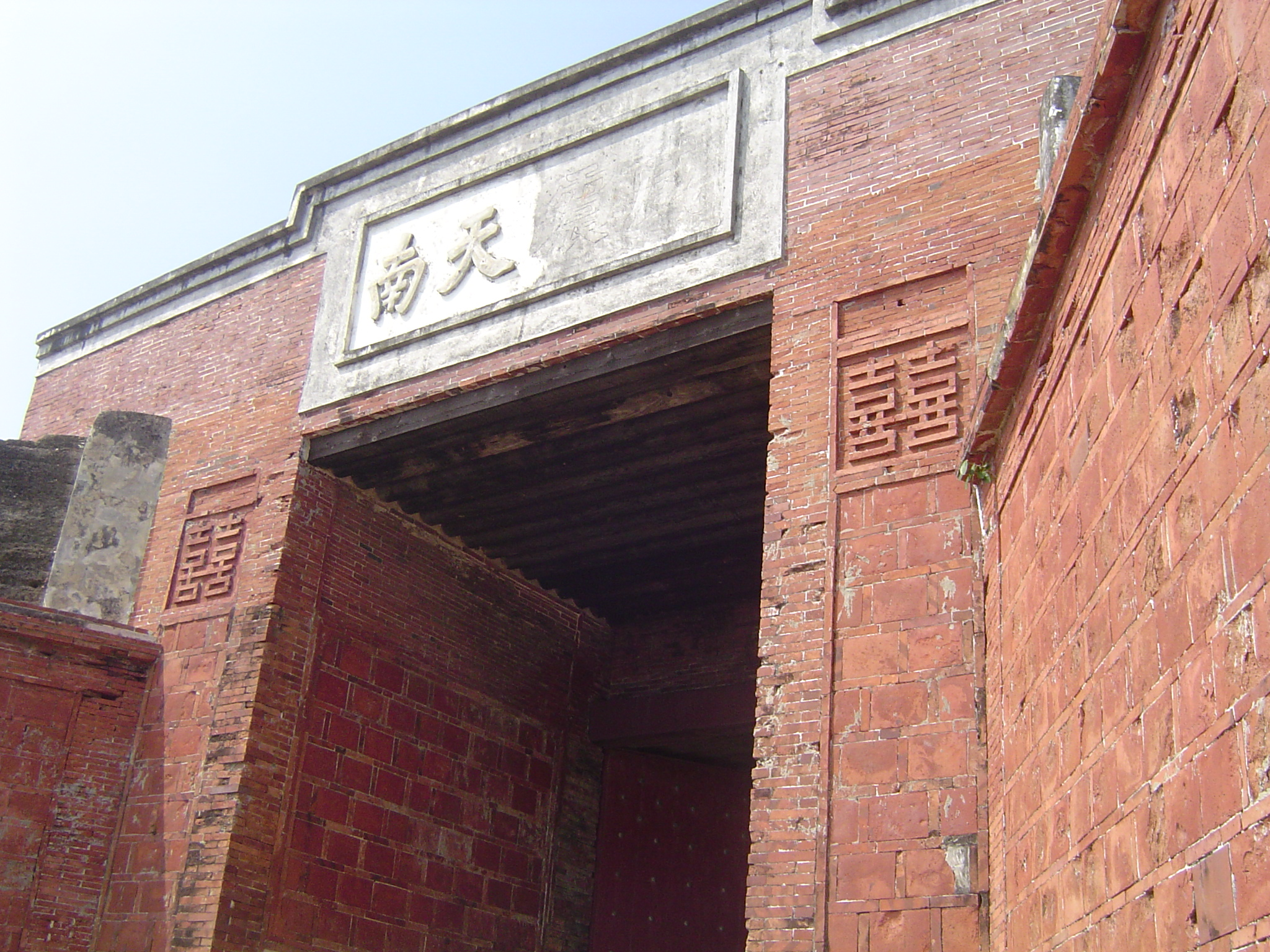
旧砲臺入口
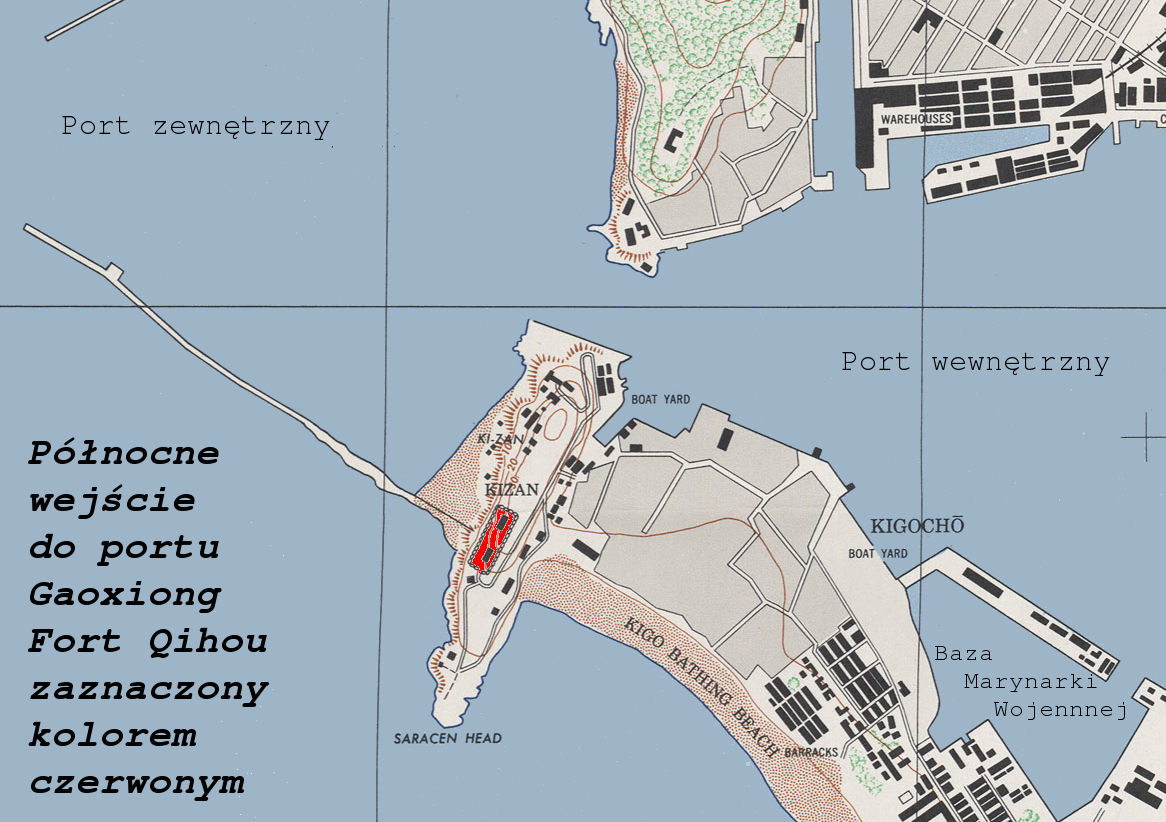
1945年米軍がマーキングした旗後砲台の位置を示す地図（赤）